# Selidosema bellaria
Selidosema bellaria är en fjärilsart som beskrevs av Edward Alfred Cockayne 1954. Selidosema bellaria ingår i släktet Selidosema och familjen mätare. Inga underarter finns listade i Catalogue of Life.